# Super Nova Racing
A Super Nova Racing foi uma equipe britânica de automobilismo fundada em 1991 que participou da Fórmula 3000, GP2 Series, A1 Grand Prix e Auto GP.
Em fevereiro de 2012, foi anunciado que a Super Nova se retiraria da GP2 Series. Foi substituída pela equipe italiano Lazarus.
Em 1 de julho de 2014, a Super Nova anunciou que estaria competindo no Campeonato de Fórmula E da FIA sob o nome Trulli GP.